# Батуринская улица (Воронеж)
Батуринская улица — улица в исторической части Воронежа, проходит от улицы Сакко и Ванцетти к Набережной Массалитинова, перед Крестьянской улицей выходит к лестнице, ведущей на Набережную Массалитинова. Протяженность улицы около 470 м.

## История
Известна с первой половины XVIII века. Прошла по территории бывшего предместья Акатово. При перестройке города по регулярному плану 1774 года была спрямлена. Историческое название — Кошкинская — по фамилии местных домовладельцев. Возможно Кошкины жили в районе улицы с конца XVII столетия, когда Пётр I, для освобождения необходимых для размещения кораблестроительных сооружений на берегу реки Воронеж в период строительства им Азовской флотилии приказал перенести мешавшие дворы «на новоотводные места» к Акатову монастырю. Установлено, что среди таковых переселенцев был житель посада Григорий Кошкин. Представители рода Кошкиных похоронены в ограде местной приходской Введенской церкви. 
С конца XIX — начала XX столетия за улицей закрепилось имя «Халютинская» — по дворянам Халютиным. Наиболее известен Дмитрий Иванович Халютин (ок. 1793—1862), участник в Отечественной войны 1812 года, переехавшего В Воронеж в 1833 году в связи с назначением на службу в городское Комиссариатское депо. Он прожил в Воронеже до своей кончины и был похоронен на Терновом кладбище. На улице селилась городская интеллигенция (д. 16 — М. В. Карпинская, жена известного воронежского педагога и организатора Яхт-клуба С. М. Карпинского, д. 24 — инженер путей сообщения В. А. Рогинский, д. 26 — преподаватель Е. М. Толкачева, д. 35 — архитектор И. Н. Афанасьев). В 1884—1893 годах в первой в городе частной женской гимназии (на месте современного д. 49), содержавшейся А. Н. Гоголь-Яновской, преподавали видные педагоги Н. Ф. Бунаков, А. П. Киселёв.
Современное название дано улице в 1928 году в память о Николае Николаевиче Батурине (Замятине) (1877—1927), русском революционере, одном из первых редакторов газеты «Правда».
На улице сохранилась историческая застройка.

## Достопримечательности
д. 16 — Дом Карпинских
д. 18 — Усадьба Верёвкина
д. 22 — жилоф дом (XIX в.)
д. 26 — Дом врача Моллесона

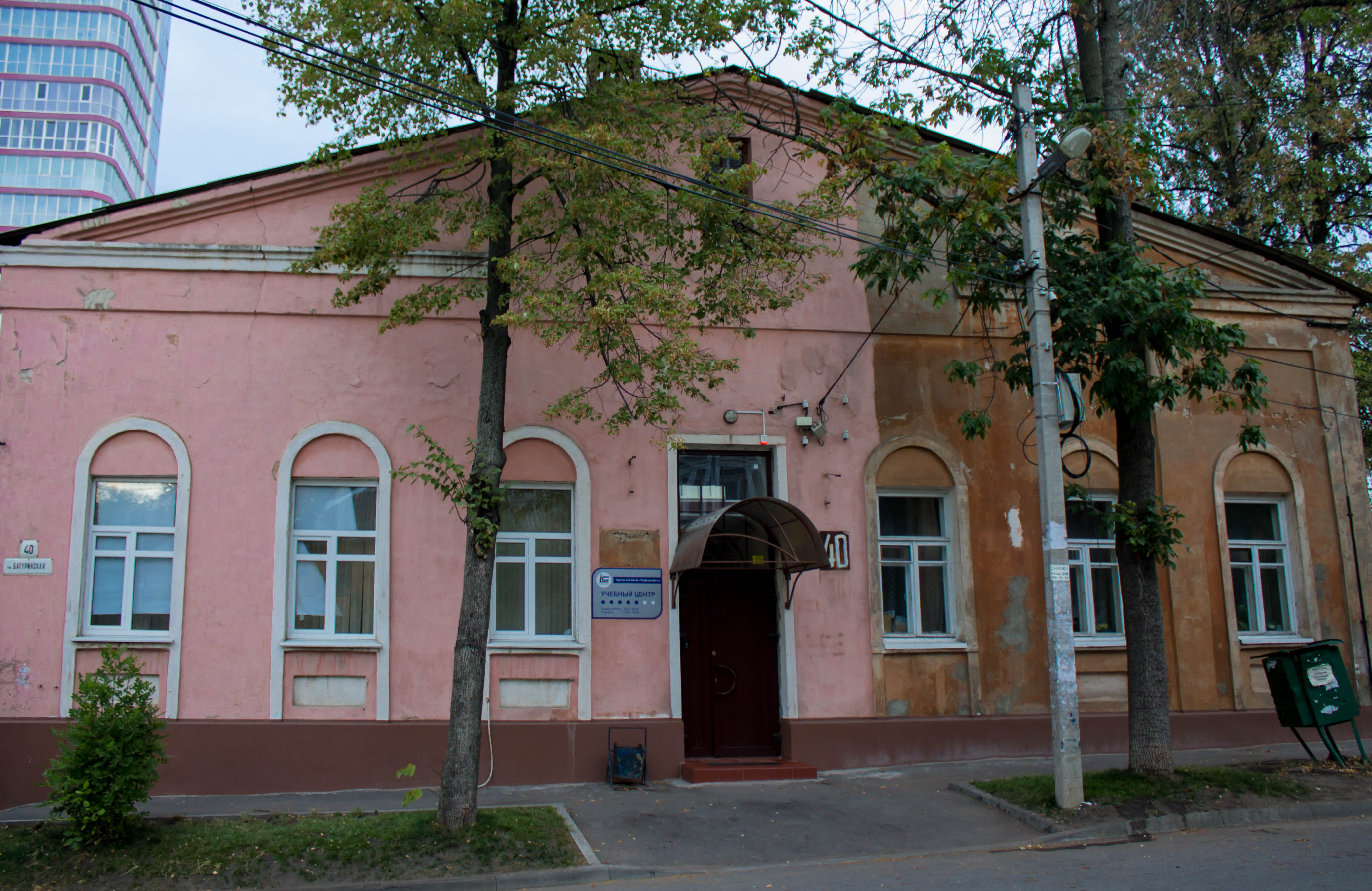
Дом Покатиловой

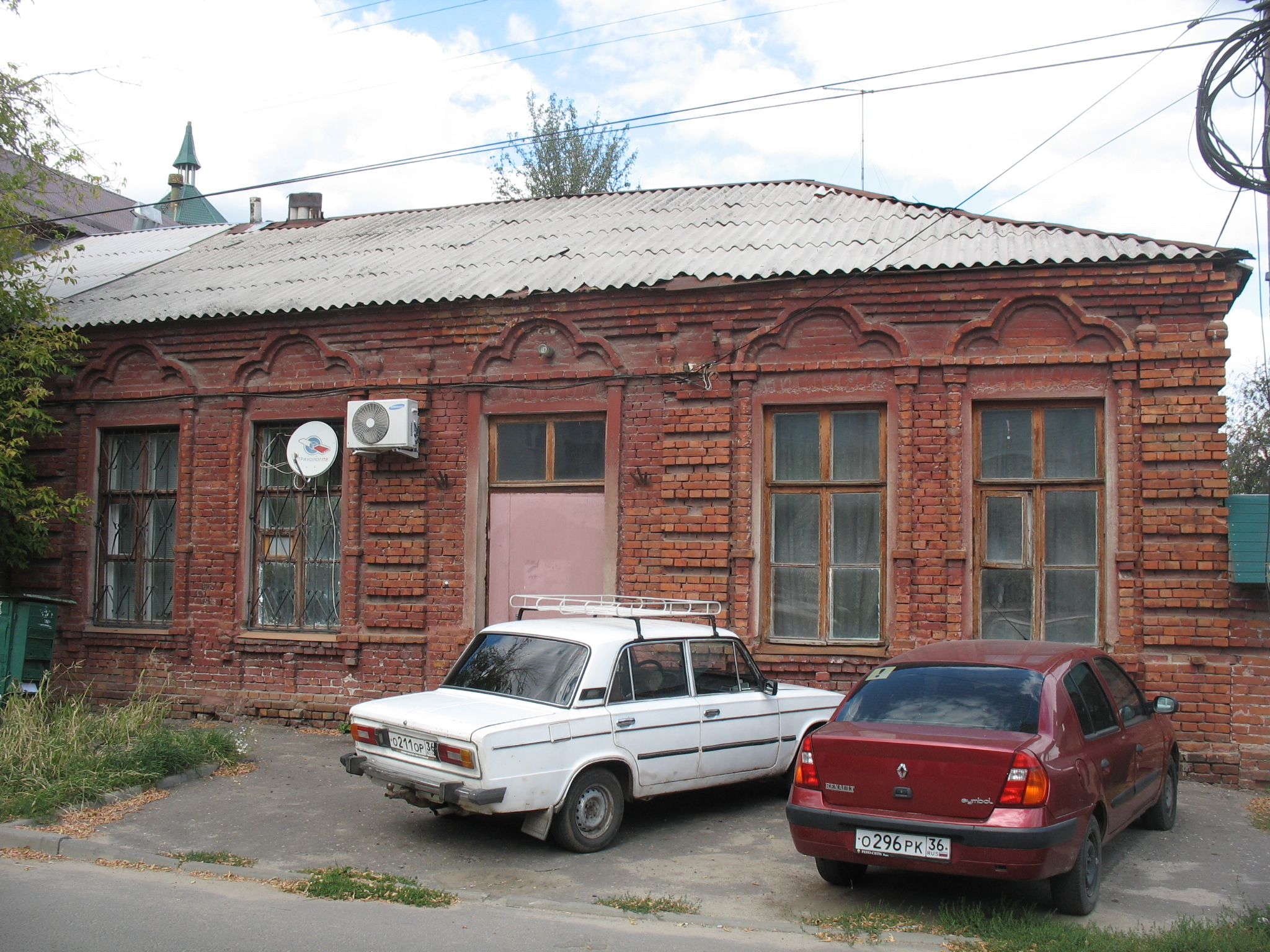
Дом архитектора А. М. Баранова

д. 29 — Флигель Вандаловского (1889)
д. 34 — Дом Баранова (1895, 1906—1907) 
д. 35 — Флигель Афанасьева
д. 39 — жилой дом (1920-е гг.)
д. 40 — дом Покатиловой

## Известные жители
д. 12 — филолог С. Н. Прядкин

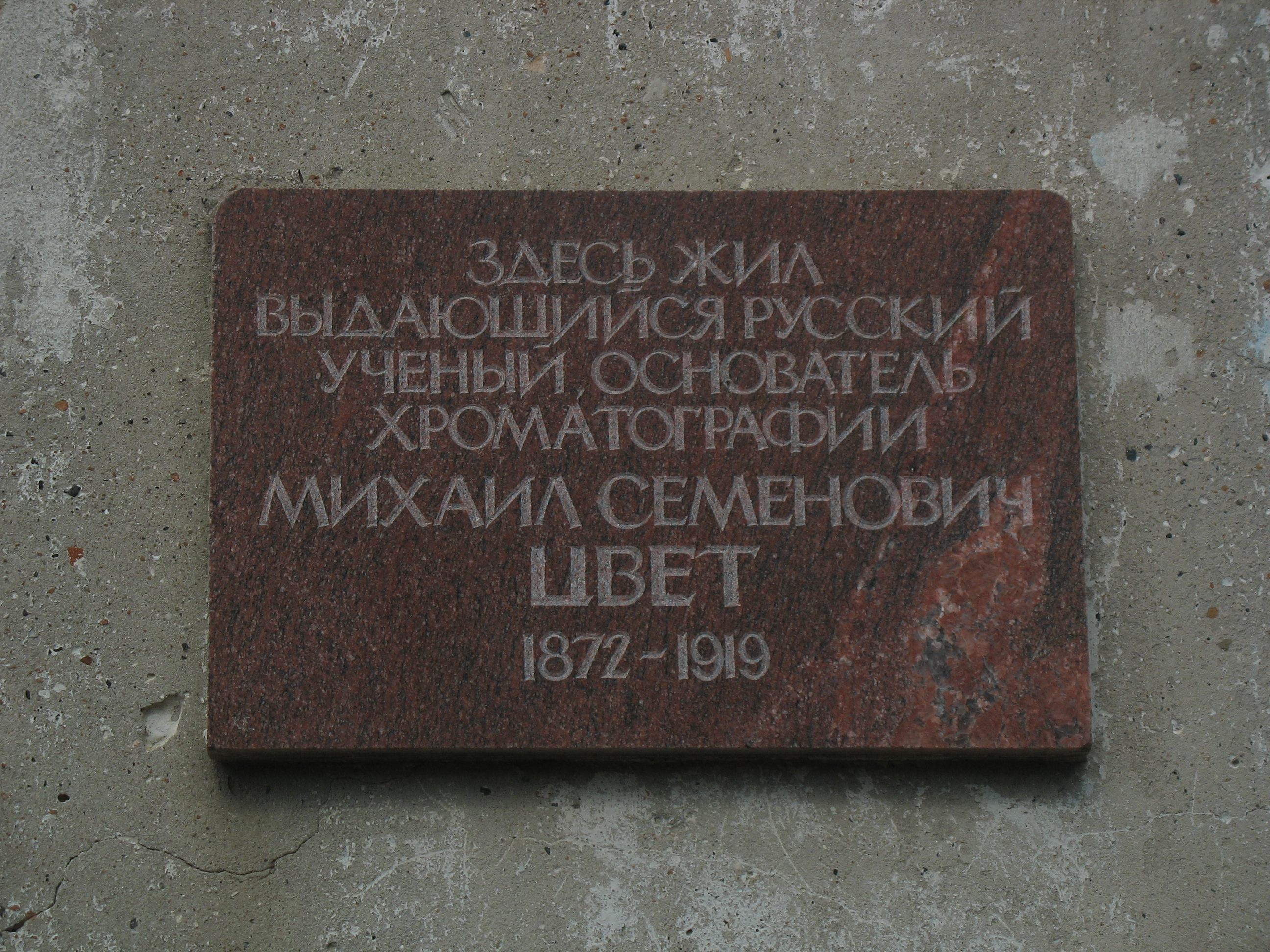
д. 18

д. 18-20, 22 — ботаник и биохимик М. С. Цвет (мемориальная доска)
д. 34 — архитектор Баранов (собственный дом)